# Cablac
Der Cablac (Cablaque) ist ein 2085 m hoher Berg in Osttimor an der Südgrenze des Sucos Holarua zum Suco Letefoho (Verwaltungsamt Same), im Westen der Gemeinde Manufahi.

## Überblick
Der Cablac bildet den östlichsten Gipfel der Cablac-Berge, die auch „Cabalaki“ genannt werden. Deswegen wird immer wieder fälschlicherweise auch dieser Gipfel als „Cabalaki“ bezeichnet. Die Region besteht aus steilen Schluchten und hohen Felsen. Zwischen 800 und 1500 m wächst ein dichter Kasuarinenwald. Die Region gilt als interessant für Ornithologen, auch wenn sie zoologisch noch relativ unerforscht ist.

## Geschichte
Am 27. Mai 1912 kam es hier zu einer großen Schlacht während der Rebellion von Manufahi zwischen den portugiesischen Kolonialtruppen und dem timoresischen Anführer Boaventura. Die Rebellen hatten sich hier unter Ausnutzung der zerklüfteten Landschaft verschanzt, wurden aber durch die Übermacht der Portugiesen geschlagen und zur Flucht gezwungen. Der Cablac wird seitdem als heiliger Berg Manufahis verklärt.
Am 21. Oktober 1990 gab Xanana Gusmão, der damalige Guerillaführer der FALINTIL in einem Lager am Cablac dem australischen Journalisten Robert Domm ein Interview. Es war das erste Interview Gusmãos durch einen ausländischen Reporter. Domm war als Tourist in das von Indonesien besetzte Osttimor eingereist und wurde vom RENETIL-Aktivisten Domingos Sarmento in das Guerillalager geführt, wo 50 Kämpfer lebten. Anlässlich des 25. Jubiläums dieses Treffens, wurde 2015 der Nationalpark Kay Rala Xanana Gusmão geschaffen.